# Негрепонтис, Яковос
Я́ковос Негрепо́нтис (греч. Ιάκωβος Νεγρεπόντης; 17 июля 1864, Марсель — 1938) — греческий генерал-лейтенант.

## Молодость
Яковос Негрепонтис родился в 1864 году в Марселе.
Происходил из известной и богатой греческой семьи коммерсантов, банкиров и судовлельцев, родом с острова Хиос. Родители Якова Негрепонтиса принадлежали той ветви рода, которая обосновалась в Лондоне.
Яков Негрепонтис окончил Военное училище эвэлпидов 12 августа 1887 года, в звании младшего лейтенанта инженерного корпуса.
Принял участие в кратковременной, сколь и странной, греко-турецкой войне 1897 года в звании старшего лейтенанта при штабе II пехотной дивизии. По окончании войны преподавал в Военном училище эвэлпидов.

## Балканские и Первая мировая войны
В звании майора Негрепонтис принял участие в Балканских войнах (1912—1913), будучи начальником штаба VIΙ пехотной дивизии.
В 1914 году, а затем в период 1915—1916 (в действительности до конца 1915 года) подполковник возглавил Военное училище эвэлпидов:507.
После начала Первой мировой войны, в конце 1915 года, был назначен военным атташе при посольстве Греции в Белграде и содействовал эвакуации отступающей сербской армии на греческий остров Керкира.
В период Национального раскола и будучи начальником гарнизона македонской столицы, города Фессалоники, в 1916 году вступил в армию Национальной обороны, созданную на севере страны премьер-министром Э. Венизелосом и воевавшей на Македонском фронте на стороне союзников Антанты. Получив звание полковника, был назначен начальником штаба армии Национальной обороны.
После воссоединения греческого государства, в июне 1917 года Яков Негрепонтис был повышен в звание генерал-майора и принял командование XIII пехотной дивизией, сформированной в Средней Греции.
Командуя дивизией продолжил своё участие в военных действиях на Македонском фронте.
23 сентября 1918 года 5/42 гвардейский полк эвзонов XIII дивизии Негрепонтиса освободил от болгар Кавалу, на побережье Восточной Македонии.

## Украинский поход
В декабре 1918 года штаб XIII дивизии расположился в восточномакедонском городе Драма.
В тот же период французский премьер Жорж Клемансо обратился к премьер-министру союзной Греции с просьбой оказать поддержку французской экспедиции на юг раздираемой гражданской войной России. Греческий премьер Элефтериос Венизелос ответил положительно, предложив целый корпус немногочисленной греческой армии, в составе 3-х дивизий, то есть силы, превышающие французские.
Предложение Венизелоса было сделано в обмен на поддержку греческих территориальных претензий в Восточной Фракии и Малой Азии на территории, сохранявшие своё коренное греческое население:266:362. После такой щедрости греческого премьера правительство Клемансо приняло этот жест с благодарностью, предоставив «обещания» о поддержке греческих территориальных претензий.
Для участия в Украинском походе были срочно задействованы две дивизии I корпуса, II и XIII.
Греческий историк Д. Фотиадис пишет, что численность двух греческих дивизий, отправленных в Россию, достигала 23 350 человек. Командовал экспедиционным корпусом генерал Константин Нидер. В рядах экспедиционного корпуса были уже известные и ставшие известными в будущем офицеры Пластирас, Кондилис, Отонеос, Григориадис, Манетас:Α-168 и Сарафис:362.
20 января 1919 года в Одессе высадились первые части ΙΙ греческой дивизии — 34-й и 7-й пехотные полки.
Штаб XIII дивизии расположился 4 марта в Одессе. Однако Негрепонтис не имел возможности осуществлять непосредственное командование своими полками. Части дивизии были разрозненными и находились в подчинении французского командования. 2-й полк ΧΙΙΙ дивизии высадился 24 марта в Севастополе. Через несколько дней на черноморское побережье юго-запада России высадились и остальные части. Однако из трёх запланированных для участия в экспедиции дивизий в конечном итоге в походе приняли участие только две, ΙΙ и ΧΙΙΙ дивизии.
На фронте Одессы союзники и части Белого движения были вынуждены отступить и уже к началу апреля штаб XIII дивизии расположился в румынском Галаце.
Ι дивизия «не доехала» до России. Через несколько месяцев Греция была вовлечена Антантой в более масштабный малоазийский поход, переросший в полномасштабную войну. Ι дивизия стала первым соединением, высадившимся 1 мая 1919 года в Смирне:А-178.
2-й полк ΧΙΙΙ дивизии оставался в Крыму до конца апреля. 28 апреля 1919 года, полк, вместе с другими силами Антанты был переправлен морем в Констанцу, Румыния.
С отбытием генерала Нидера в Малую Азию, в начале июня Негрепонтис принял временное командование I корпусом греческой армии в Румынии.
Через несколько недель и уже в полном своём составе XIII дивизия Негрепонтиса была переброшена в Малую Азию, где начинался малоазийский поход греческой армии.

## Малозийский поход
16 — 19 июня 1919 года XIII дивизия Негрепонтиса была переброшена морем в столицу Ионии Смирну. К 28 июня дивизия передислоцировалась в Магнесию.
8 июля 5/42 гвардейский полк эвзонов XIII дивизии, под командованием полковника Н. Пластираса отразил нападение турецких чет на село Папазли и преследуя противника взял 25 пленных.
29 июля турецкие части общим числом в 800 человек предприняли повторную попытку взять село и вновь были отражены эвзонами Пластираса. Турки потеряли при этом 90 человек убитыми.
С августа по ноябрь 1919 года XIII дивизия Негрепонтиса укрепляла свои оборонительные позиции вокруг Манисы.
Историк Христос Дзиндзилонис пишет, что греческая армия высадившаяся в Смирне не имела почти никакой свободы действий. О её действиях решения принимали военные власти Ближнего Востока, где основным критерием было удовлетворение требований и нужд внешней политики империалистических сил, в особенности англичан. Для каждого действия греческой армии было необходимо «подтверждение адмирала Калторпа (Somerset Gough-Calthorpe), или, в случае его отсутствия, командующего союзным флотом в Смирне».

Характерна телеграмма Венизелоса из Лондона командующему экспедиционной армии Параскевопулосу: 

«Английский военный министр уполномочил генерала Милна, если он сочтёт нужным, разрешить нашим войскам, в случае турецкой атаки, преследовать их и более трёх километров, при условии что после завершения операции, наши войска вернуться в пределы линии оккупации»

.
В ноябре 1919 года Верховный межсоюзнический совет разрешил дальнейшее наступление греческой армии. XIII дивизия Негрепонтиса, включая 5/42 полк гвардейцев Пластираса, заняла 19-22 ноября новые позиции.
В декабре Негрепонтис передал командование XIII дивизией полковнику Константину Манетасу.
Сам Негрепонтес был отозван в Грецию и принял командование ослабленным V корпусом армии в Эпире, прикрывавшем границу с Албанией.

## Последние годы
Геополитическая ситуация изменилась коренным образом и стала роковой для греческого населения Малой Азии после парламентских выборов в Греции, в ноябре 1920 года. Под лозунгом «мы вернём наших парней домой», на выборах победила монархистская «Народная партия». Возвращение в Грецию германофила Константина освободило союзников от обязательств по отношению к Греции. Не находя дипломатического решения в вопросе с греческим населением Ионии, в совсем иной геополитической обстановке правительство монархистов продолжило войну. Напрягая свои ограниченные людские ресурсы, Греция мобилизовала ещё 3 призыва в армию.
После поражения Венизелоса на парламентских выборах ноября 1920 года, Негрепонтис, как и многие другие офицеры сторонники Венизелоса был демобилизован.
Правление монархистов привело к поражению армии и к Малоазийской катастрофе.
После последовавшего антимонархистского восстания армии в сентябре 1922 года, Негрепонтис был возвращен в действующую армию и возглавил регентский военный офис принца Георгия.
Яков Негрепонтис был окончательно демобилизован в 1924 году в звании генерал-майора.
В 1929 году ему было присвоено звание генерал-лейтенанта в отставке.
Генерал — лейтенант Негрепонтис умер в Афинах в 1938 году.